# نيك براون (عالم نبات)
نيك براون (بالإنجليزية: Nick Brown)‏ هو عالم نبات بريطاني، ولد في 4 ديسمبر 1962 في Brockworth ‏ في المملكة المتحدة.